# 渡部昭男
渡部 昭男（わたなべ あきお、1954年 - ）は、日本の特殊教育・教育行政学者。鳥取大学名誉教授。神戸大学大学院人間発達環境学研究科名誉特任教授、大阪信愛学院大学教育学部教授。専門は教育行政学、特別ニーズ教育学、地域教育、発達保障。

## 略歴
愛媛県生まれ。1977年、京都大学教育学部教育社会学（教育行政学専攻）卒業。1982年、同大学院教育学研究科博士課程満期退学、鳥取大学教育学部講師、1987年、助教授、1996年、教授。1999年、教育地域科学部教授。2004年、地域学部教授、人間発達研究所副所長、鳥取大学教育地域科学部附属養護学校校長。2011年、名誉教授、神戸大学大学院人間発達環境学研究科教授。2020年、神戸大学大学院人間発達環境学研究科名誉特任教授、大阪成蹊大学教育学部特別招聘教授。2024年、大阪信愛学院大学教育学部教授。
2010年『格差問題と「教育の機会均等」』で大学評価学会第1回田中昌人記念学会賞受賞。

## 著書
- 『障害児の就学・進学ガイドブック』青木書店 1995
- 『「特殊教育」行政の実証的研究 障害児の「特別な教育的ケアへの権利」』法政出版 1996
- 『格差問題と「教育の機会均等」 教育基本法「改正」をめぐり"隠された"争点』日本標準ブックレット 2006
- 『障がいのある子の就学・進学ガイドブック』青木書店 2008
- 『障がい青年の自分づくり 青年期教育と二重の移行支援』日本標準 2009
- 『能力・貧困から必要・幸福追求へ 若者と社会の未来をひらく教育無償化』日本標準ブックレット 2019
- 『改訂新版　障がいのある子の就学・進学ガイドブック』日本標準 2021

### 共編著・監修
- 『障害児教育とインテグレーション 明日の障害児教育像を探る』藤本文朗共編 労働旬報社 1986
- 『障害児教育 基礎と実践』大久保哲夫共編 全国障害者問題研究会出版部 1993
- 『障害児の青年期教育入門』船橋秀彦,森下芳郎共編 全国障害者問題研究会出版部 2000
- 『「生活を楽しむ」授業づくり QOLの理念で取り組む養護学校の実践』入江克己共監修 鳥取大学教育地域科学部附属養護学校著 明治図書出版 障害児教育にチャレンジ 2002
- 『「自分づくり」を支援する学校 「生活を楽しむ子」をめざして』寺川志奈子共監修 鳥取大学附属養護学校著 明治図書出版 障害児教育にチャレンジ 2005
- 『市民と創る教育改革 検証:志木市の教育政策』金山康博,小川正人共編 志木教育政策研究会著 日本標準 2006
- 『自治体から創る特別支援教育』新井英靖共編著 クリエイツかもがわ 2006
- 『日本型インクルーシブ教育システムへの道 中教審報告のインパクト』編著 三学出版 2012
- 『福祉事業型「専攻科」エコールKOBEの挑戦』岡本正,河南勝共編 クリエイツかもがわ 2013
- 『人間発達研究の創出と展開 田中昌人・田中杉恵の仕事をとおして歴史をつなぐ』中村隆一共編 群青社 2016
- 『糸賀一雄研究の新展開　ひとと生まれて人間となる』國本真吾,垂髪あかり共編,糸賀一雄研究会 三学出版 2021

## 論文
- Cinii